# Keimplasmatheorie

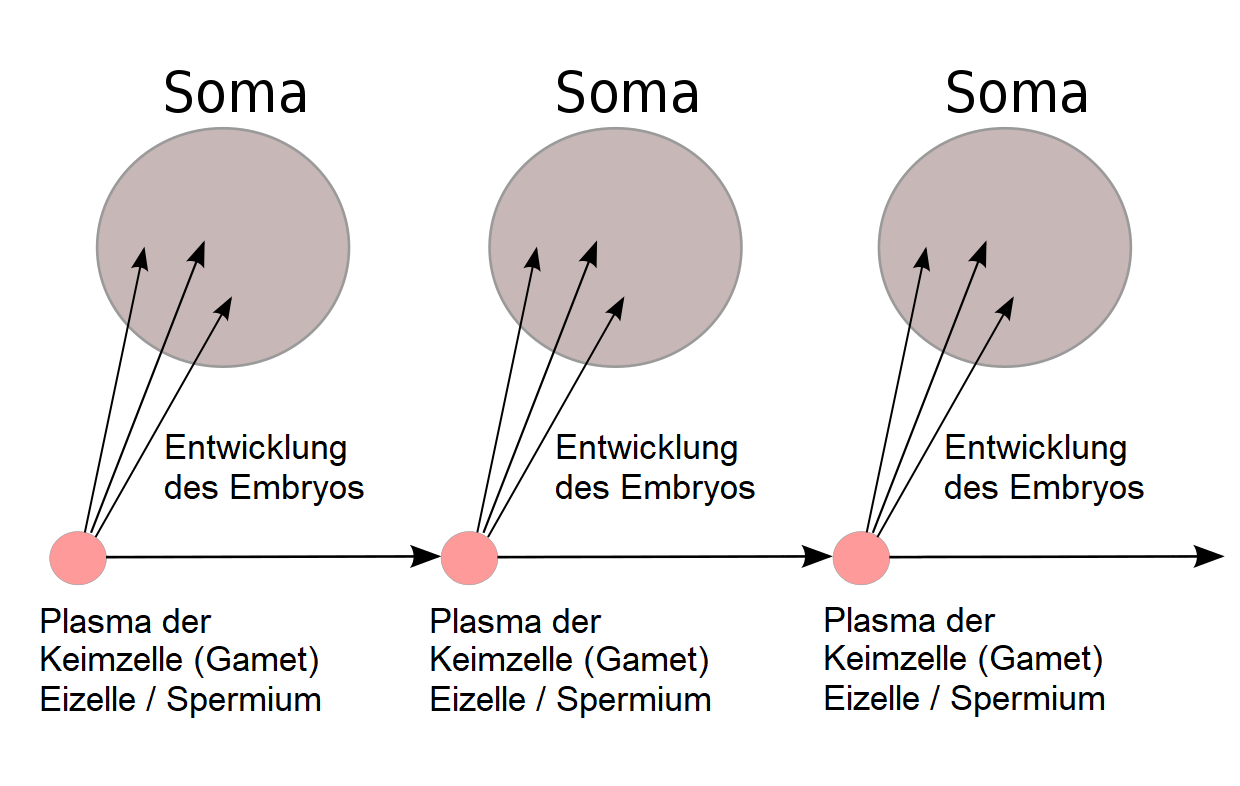
Schematische Darstellung der Keimbahn

Die Keimplasmatheorie wurde von August Weismann um 1885 eingeführt.
Sie besagt, dass vielzellige Organismen aus Keimzellen, die die Erbinformationen enthalten, sowie aus somatischen Zellen bestehen, die die Körperfunktionen ausführen. Die ungleichmäßige Verteilung (und der damit einhergehende Verlust) von (Erb-)Information („Vererbungssubstanz“) auf die sich teilenden somatischen Zellen während der Ontogenese ist Weismann zufolge für ihre Differenzierung verantwortlich. Die Keimbahnzellen werden der Keimplasmatheorie zufolge weder durch das beeinflusst, was der Körper lernt, noch durch irgendwelche Fähigkeiten, die dieser während seines Lebens erwirbt, und sie können somit diese von den somatischen Zellen erworbenen Eigenschaften auch nicht an die nächste Generation weiterreichen.
Die Keimplasmatheorie widersprach folglich der damals gängigen Theorie von der Vererbung erworbener Eigenschaften (Lamarckismus und Telegonie) und ergänzte die Evolutionstheorie von Charles Darwin um einige entwicklungsbiologische Überlegungen.